# Jakab protoevangéliuma
Jakab ősevangéliuma (protoevangéliuma) egy 2. századi apokrif irat, amely Szűz Mária csodás életrajzát tartalmazza a fogantatásától a betlehemi gyermekgyilkosságig. A mű eredetileg görög nyelven íródott, de számos nyelvre lefordították. Az ősevangélium nem történeti értékű, az írást a szakirodalom nem tekinti irodalmi egységnek, hanem inkább vázlatosan leírt tények egyvelegének.
A Jakab protoevangélium 1552 óta használatos név e apokrif iratra, mely önmagát, – írásának idejében -, Mária születése vagy Jakab apokalipszise néven nevezi.

## Keletkezésének története
A szerző Jakabnak, az Úr testvérének, Szent József első házasságából született fiának mondja/írja magát, azonban e tény nagy valószínűséggel hamis, és sokkal inkább csak el akart bújni e név mögött az ismeretlen író. Erre sok tény rámutat: 
- Mai álláspontok szerint Jakab nem az Úr testvére, hanem sokkal inkább az Úr unokatestvére volt.
- Szerzője az Ószövetséget jól, a palesztinai viszonyokat viszont alig ismerte, ezért arra következtetünk, hogy pogánykeresztény, emellett biztosra vehetően, nem Szíria és Palesztina területéről származott. Mai ismereteink alapján Egyiptomban élt az illető.
- Nagy valószínűséggel 200 környéken keletkezett az apokrif evangélium, ami ugyancsak rácáfol Jakab szerzőségére. Az óegyházi teológusok közül Alexandriai Kelemen korában lett ismert, a híres egyházfilozófus Órigenész említi először konkretizálva a művet egyik kommentárjában.

Sok görög nyelvű kéziratban fennmaradt, de ismeretes már a korai időkben szír, kopt, etióp és latin nyelvű fordítása is. Legrégebbi szövege a 3-4. sz. Bodmer-papiruszon őrződött meg, ami a bibliai kéziratok egy részét képezi.

## Tartalma
A mű leginkább Máriát és annak életútját helyezi a centrumba.  A Jakab neve mögé rejtőző szerző Mária születésével kezdi a történetet. Mária gazdag család gyermekeként születik, apja neve Joachim, anyjáé Anna. A gyermektelen házastársak egymástól függetlenül egy időben imádkoznak, s egyszerre jelenik meg nekik egy-egy angyal, Mária születését hírül adva. A kegyes házaspár az Úrnak ajánlotta fel a születendő gyermeket. Így kerül Mária háromesztendős korában a jeruzsálemi templomba nevelésre, s itt tölti gyermekéveit. Amikor 12 éves lett, a főpap egy isteni jel hatására választotta jegyeséül az öreg és özvegy Józsefet. Ekkor hirdeti neki az angyal Jézus születését. Mikor Mária terhessége kitudódott, a főpap isten ítéletének jeléül mérget itatott vele és Józseffel is, de mikor látva, hogy az egyiküknek sem árt, bűntelennek nyilvánította őket. Az (Augustus kori) népszámlálás miatt útnak kellett eredjenek Betlehem városába. A Szentlélektől fogantatott Jézus egy barlangban született, miközben Mária és József úton voltak. Az evangélium története a betlehemi gyermekgyilkossággal és Zakariás meggyilkolásával fejeződik be.

## A mű fogadtatása
Az katolikus egyház soha nem ismerte el az irat érvényességét, fogadtatása azonban különbözik. A Nyugati egyház, nem fogadta el, sőt élesen elítélte, azonban Keleten nagyra becsülték, és szír, örmény, georgiai, kopt és etióp nyelvre is lefordították.
A mű nagy hatással volt a dogma- (Mária szüzessége) és a liturgiafejlődésben (Mária bemutatása a templomban, Szent Joachim és Szent Anna ünnepe), megalapozta a mariológia későbbi témáit (Mária szeplőtelen szüzessége Jézus születése után is megmarad, Jézus testvérei Józsefnek a korábbi házasságából származó gyermekek), és a szentföldi régészet munkáját is nagyban segítette.
Legnagyobb jelentősége mégiscsak az, hogy a újszövetségi könyvek semmit nem mondanak Szűz Mária szüleiről, nevüket sem említik. Így Mária szüleinek nevét a Jakab-ősevangélium őrizte meg, mely szerint Mária édesanyját Annának, édesapját Joachimnak hívták. Ezt a tényt kivétel nélkül a Nyugati és Keleti egyház is elfogadja. 